# The Lady Killer (musique)
Pour les articles homonymes, voir Lady Killer.
The Lady Killer est le troisième album studio du chanteur américain Cee Lo Green. Il est sorti le 5 novembre 2010 sur le label discographique Elektra Records.

## Pistes
| No  | Titre                             | Auteur                                                         | Producteur(s)                    | Durée |
| --- | --------------------------------- | -------------------------------------------------------------- | -------------------------------- | ----- |
| 1.  | The Lady Killer Theme (Intro)     | Thomas Callaway                                                | Grey Area                        | 1:37  |
| 2.  | Bright Lights Bigger City         | Ben H. Allen, Callaway, Tony Reyes                             | Ben H. Allen, Graham Marsh (co.) | 3:38  |
| 3.  | Fuck You!                         | Brody Brown, Callaway, Bruno Mars, Philip Lawrence, Ari Levine | The Smeezingtons                 | 3:43  |
| 4.  | Wildflower                        | Callaway, Fraser T Smith                                       | Fraser T Smith                   | 4:02  |
| 5.  | Bodies                            | Callaway, Salaam Remi                                          | Salaam Remi                      | 3:43  |
| 6.  | Love Gun (avec Lauren Bennett)    | Callaway, Mack David, Jerry Livingston, Terrence Simpkins      | Cee Lo Green, Salaam Remi (co.)  | 3:20  |
| 7.  | Satisfied                         | Callaway, Rick Nowels                                          | Fraser T Smith                   | 3:26  |
| 8.  | I Want You                        | Callaway, Smith, Jack Splash                                   | Fraser T Smith, Jack Splash      | 3:36  |
| 9.  | Cry Baby                          | Callaway, Nowels                                               | Fraser T Smith                   | 3:27  |
| 10. | Fool for You (avec Philip Bailey) | Callaway, Splash                                               | Jack Splash                      | 3:40  |
| 11. | It's OK                           | Callaway, Hitesh Ceon, Noel Fisher, Kim Ofstad                 | Element, Paul Epworth (co.)      | 3:46  |
| 12. | Old Fashioned                     | Callaway, Alan Kasirye                                         | Alan Nglish, Salaam Remi (co.)   | 3:24  |
| 13. | No One's Gonna Love You           | Creighton Barrett, Benjamin Bridwell, Rob Hampton              | Paul Epworth                     | 3:29  |
| 14. | The Lady Killer Theme (Outro)     | Callaway                                                       | Grey Area                        | 0:58  |

## Certifications
| Pays              | Certification | Unités certifiées |
| ----------------- | ------------- | ----------------- |
| Irlande (IRMA)    | Platine       | 15 000            |
| Royaume-Uni (BPI) | 2 × Platine   | 600 000           |